# 津野庄一郎
津野 庄一郎（つの しょういちろう）は、日本のエンターテインメントプロデューサー、クリエイティブ・ディレクター。
ユニバーサル・スタジオ・ジャパン（USJ）のV字回復に寄与したキーパーソンとして知られ、2018年以降は株式会社刀のシニア・クリエイティブ・ディレクターとして、世界初の完全没入型テーマパーク「イマーシブ・フォート東京」の立ち上げを主導。テーマパーク、ライブ体験、IP活用における高い構想力と実行力を有し、業界内で高い信頼と評価を得ている。

## 経歴

### USJ時代の実績
2001年、ユニバーサル・スタジオ・ジャパン（USJ）開業直前に入社。特殊効果チームにて火薬管理などを担当後、エンターテイメント部門に異動し、企画・演出を本格化させる。特に2011年より総合プロデューサーを務めた「ハロウィーン・ホラー・ナイト」では、秋の閑散期だったUSJの入場者数を劇的に増加させた。わずか数年で同イベントを約40万人規模に成長させ、2014年には10月単月で東京ディズニーランド／ディズニーシーを一時的に上回る集客を実現。
USJでの津野の特徴は、マーケットの声に真摯に耳を傾けながらも、体験価値を起点に企画を逆算して設計する構造思考にある。ハロウィンイベントにおける大胆なホラー導入など、常識にとらわれない企画設計がUSJ復活の原動力となった。2018年に退職するまでに、USJの数々のイベントやショーで総合演出・構成を務め、同園のエンターテインメント刷新に深く関与した。
また、USJ在籍中に手がけた「ホテルアルバート」シリーズは、日本初の本格イマーシブ・シアターとして注目される。観客が物語世界に完全没入し、登場人物とインタラクションを行いながら物語を体験する形式は、国内テーマパークにおける没入型エンタメの先駆けとなった。

### 株式会社刀での活動
USJ退職後、マーケティング戦略家・森岡毅が創業した株式会社刀に参画。ライブエンターテインメント分野における構想・演出の第一人者として、刀が展開する各種プロジェクトの企画・制作・演出に携わる。
なかでも2024年3月に開業した「イマーシブ・フォート東京」では、シニア・クリエイティブ・ディレクターとしてクリエイティブ統括を担当 。同施設は、観客が物語の一員となって物理空間を移動し、キャストと対話しながらストーリーを体験するという、完全没入型の次世代テーマパークである。
津野は同施設において「二度とない人生のピークを更新する体験の創造」を掲げ、ストーリーテリングと空間体験の融合に挑戦。観客それぞれが異なる展開・視点を得ることで、百人百様の物語体験が成立する構造を実現している。主なプロジェクト（イマーシブ・フォート東京）
- ザ・シャーロック ～ジェームズ・モリアーティの逆襲

過去最多動員を記録した「ベイカー街連続殺人事件」を再構成した新作イマーシブ・シアター。個室体験エリアの導入により、大規模と親密性を両立。
- 東京リベンジャーズ・イマーシブ・エスケープ

人気漫画IPを活用した脱出型シアター。登場人物との接触回数を3倍に増やし、顧客満足度99%を記録。
- イマハロ（イマーシブ・フォート・ザ・ハロウィン）

ハロウィンの新たな“聖地”を目指す屋内没入型イベント。2フロアを活用した映像演出と立体構造により、日常を忘れる体験を提供。

### その他の主な実績
- ゴジラ・ザ・ライド（西武園ゆうえんち）

日本アカデミー賞受賞監督・山崎貴と共に制作。VFX-JAPANアワード2023ショートフィルム部門最優秀賞受賞。
- ウルトラマン・ザ・ライド 世紀の決闘

人気特撮IPを用いたライド型アトラクション。
- ハウステンボス「HAUNTED HALLOWEEN」

大型屋内ホラーイベントの総合演出。

## 評価と影響
津野の企画・演出スタイルは、感情とストーリーを中心に据えた没入型構造設計にある。USJ、刀、西武園、ハウステンボスと複数のパークにまたがってコンテンツ開発を主導しており、単一の施設にとどまらない産業横断的な影響力を持つ人物とされている。
彼の掲げる「日本発のエンターテインメントを世界に持っていく」という構想のもと、アジア地域への展開も視野に入れたプロジェクトが進行中であり、日本のイマーシブ・エンターテインメントのグローバル発信において中心的役割を果たしている。

## 受賞歴
VFX-JAPANアワード 2023（ショートフィルム部門）最優秀賞：西武園ゆうえんち「ゴジラ・ザ・ライド 大怪獣頂上決戦」にて、映像・演出品質の高さが評価され、同アワード史上初のテーマパークライドとしての受賞となった。